# Paracostibita
La paracostibita és un mineral de la classe dels sulfurs que pertany al grup de la löllingita. Rep el nom del grec "para" per a prop, i costibita, per la relació polimòrfica amb aquest mineral.

## Característiques
La paracostibita és un sulfur de fórmula química CoSbS. Es tracta d'una espècie aprovada per l'Associació Mineralògica Internacional, i publicada per primera vegada el 1970. Cristal·litza en el sistema ortoròmbic. La seva duresa a l'escala de Mohs és 7.
Segons la classificació de Nickel-Strunz, la paracostibita pertany a «02.EA: Sulfurs metàl·lics, M:S = 1:2, amb Fe, Co, Ni, PGE, etc.» juntament amb els següents minerals: aurostibita, bambollaïta, cattierita, erlichmanita, fukuchilita, geversita, hauerita, insizwaïta, krutaïta, laurita, penroseïta, pirita, sperrylita, trogtalita, vaesita, villamaninita, dzharkenita, gaotaiïta, al·loclasita, costibita, ferroselita, frohbergita, glaucodot, kullerudita, marcassita, mattagamita, pararammelsbergita, oenita, anduoïta, clinosafflorita, löllingita, nisbita, omeiïta, paxita, rammelsbergita, safflorita, seinäjokita, arsenopirita, gudmundita, osarsita, ruarsita, cobaltita, gersdorffita, hol·lingworthita, irarsita, jol·liffeïta, krutovita, maslovita, michenerita, padmaïta, platarsita, testibiopal·ladita, tolovkita, ullmannita, wil·lyamita, changchengita, mayingita, hollingsworthita, kalungaïta, milotaïta, urvantsevita i reniïta.

## Formació i jaciments
Va ser descoberta a la mina de coure Trout Bay, situada a la localitat de Mulcahy, al districte de Kenora (Ontario, Canadà). També ha estat descrita a Anglaterra, Suècia, Àustria, Rússia, el Japó i Austràlia.